# Rahal Meskini
Pour les articles homonymes, voir Meskini.
 (juillet 2025).
Motif : pas de sources secondaires centrées, notoriété pas établie
- Archive Wikiwix
- Bing
- Cairn
- DuckDuckGo
- E. Universalis
- Gallica
- Google
- G. Books
- G. News
- G. Scholar
- Persée
- Qwant
- (zh) Baidu
- (ru) Yandex
- (wd) trouver des œuvres sur Wikidata

| 1. | Préciser le motif de la pose du bandeau. | Précisez le motif de la pose du bandeau en utilisant la syntaxe suivante : {{admissibilité à vérifier\|date=juillet 2025\|motif=remplacez ce texte par le motif}}                  |
| 2. | Informer les utilisateurs concernés.     | Pensez à avertir le créateur de l'article, par exemple, en insérant le code ci-dessous sur sa page de discussion : {{subst:avertissement admissibilité à vérifier\|Rahal Meskini}} |

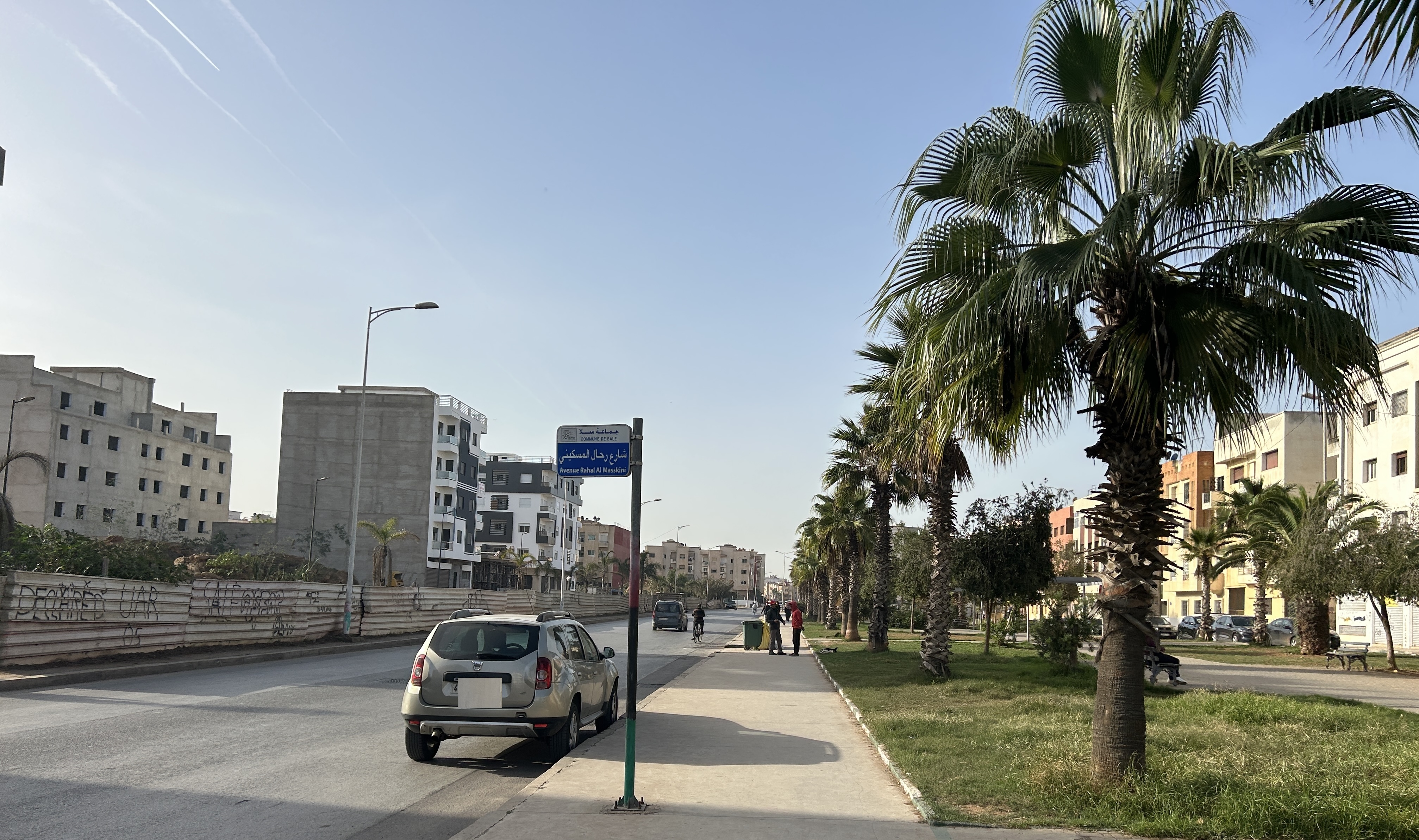
Rue au nom de Rahal Meskini à Salé, au Maroc

Rahal Meskini (en arabe : رحال مسكيني), né en 1926 à Beni Meskine et mort assassiné le 17 décembre 1956 par des membres du Croissant noir à Casablanca, est un résistant marocain au colonialisme français. Il est – avec Brahim Roudani – l'un des membres fondateurs de l'Organisation secrète marocaine (al-Mounaddama Sirriya) à la fin des années 1940[source insuffisante].

## Biographie
Rahal Meskini est originaire de la tribu de Beni Meskine, région Chaouia-Ouardigha, il adhère à l'âge de 21 ans au parti de l'Istiqlal (section de Kénitra, 1947).
En 1952, il s'installe à Casablanca et prend le train en marche au sein de l'Organisation secrète marocaine. Revolver à la main, il est réputé sans merci, autant avec les colons qu'avec les Marocains féodaux. En 1954, il est arrêté mais parvient, au bout de quarante jours de torture, à prendre la fuite.

## Assassinat
Au lendemain de l'indépendance, les règlements de compte éclatent entre les différentes structures de la résistance, il est attaqué et abattu par balles par des militants du Croissant noir le 17 décembre 1956 (organisation à idéologie communiste).